# Буланіха (селище)
Булані́ха (рос. Буланиха) — селище у складі Зонального району Алтайського краю, Росія. Входить до складу Плешковської сільської ради.

## Населення
Населення — 170 осіб (2010; 223 у 2002).
Національний склад (станом на 2002 рік):
- росіяни — 98 %